# 슬로보단 루베지치
슬로보단 루베지치 (Slobodan Rubežić, 2000년 3월 21일 ~ )는 몬테네그로의 축구 선수이며, 애버딘에서 센터백으로 뛰고 있다.